# Jaroslav Rijaček
Jaroslav Rijaček, také Rijáček (20. března 1883, Petrinja nebo Varaždín, Rakousko-Uhersko, dnes: Chorvatsko – 1953 ?) byl český malíř a autor poštovních známek.

## Život
Narodil se v rodině soudce Gustava Rijačka a jeho ženy Marie Brunnerové-Rijačkové. Po smrti otce v letech 1911-1912 bydlel v rodině svého strýce, fotografa Rudolfa Brunnera-Dvořáka.
V letech 1909-1912 vystudoval figurální malbu na Akademii výtvarných umění v Praze u profesora Františka Ženíška.
V letech 1912-1914 bydlel v Praze na Novém Městě v Krakovské ulici čp. 1319/II, jako své rodiště uváděl Varaždín a byl poručíkem c. a k. armády.
Později studoval u Františka Kupky v Paříži, kde také čtyři roky bydlel.
Byl důstojníkem rakousko-uherské armády. Po vzniku ČSR měl v československé armádě hodnost štábního kapitána.
Byl rovněž autorem návrhů československých poštovních známek z roku 1919. Které byly vydávány a šířeny Svazem čsl. důstojníků - válečných invalidů.

## Galerie

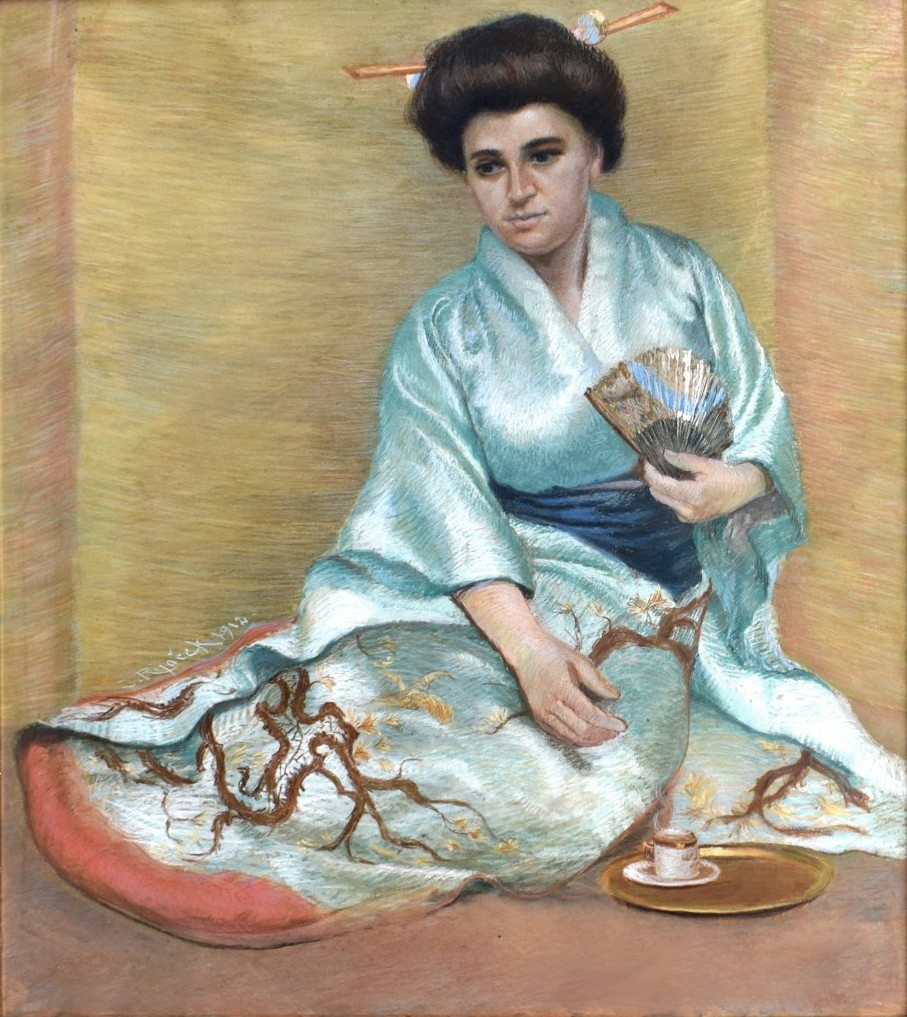
Gejša (Pastel) 1912